# Macellicephala ascidioides
Macellicephala ascidioides är en ringmaskart som först beskrevs av McIntosh 1885.  Macellicephala ascidioides ingår i släktet Macellicephala och familjen Polynoidae. Inga underarter finns listade i Catalogue of Life.